# Льєзон

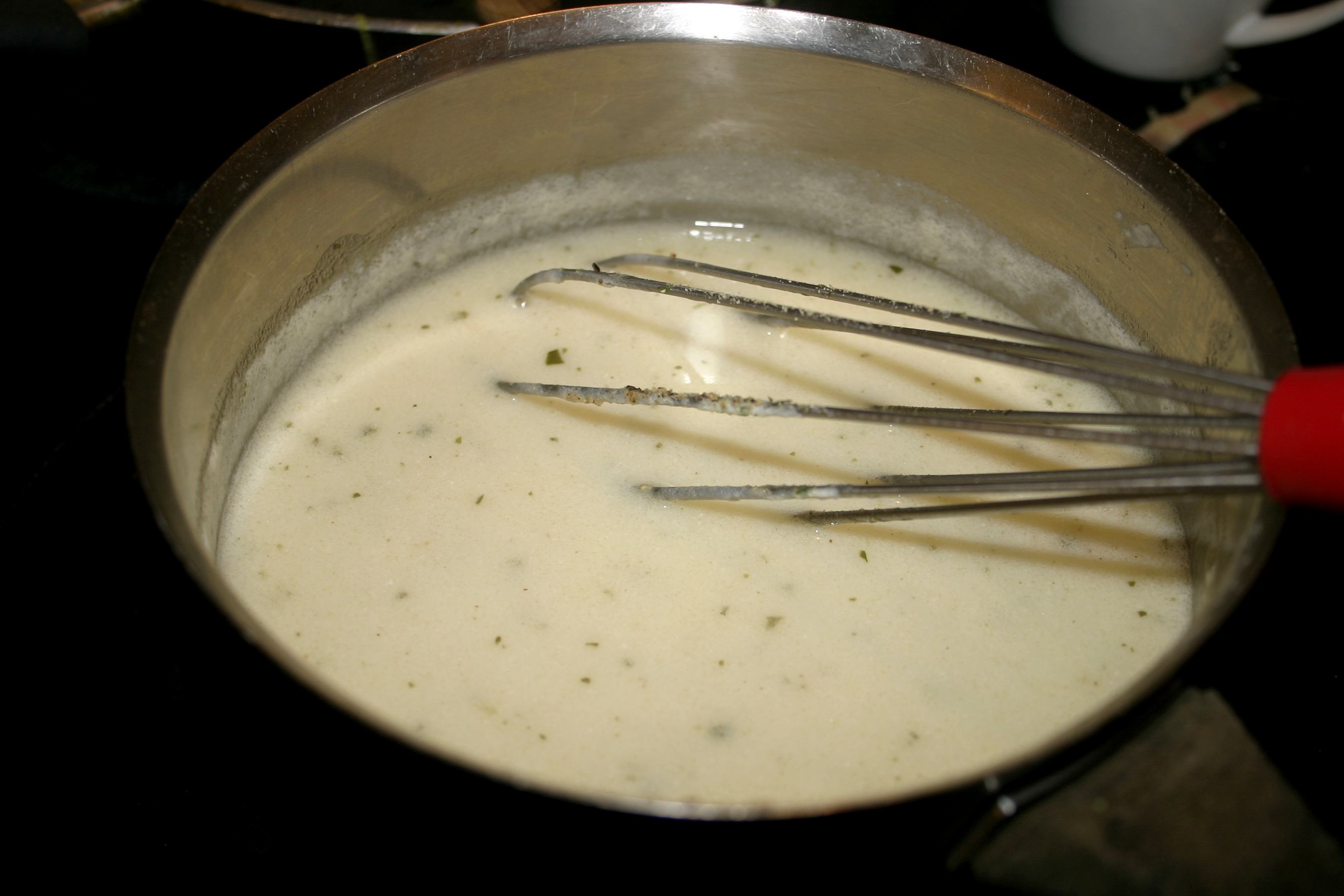

Льєзон (фр. liaison — зв'язок, з'єднання) — рідка суміш яєць та молока, або вершків і води. Льєзон здійснює зв'язування харчових продуктів.
У льєзоні змочують продукти перед паніруванням, це сприяє кращому прилипанню паніровки до продукту, поліпшує смак страви і підвищує калорійність виробів.
Також льєзоном змащують борошняні вироби перед випіканням (зазвичай здобу), це забезпечує утворення красивої блискучої скоринки на поверхні виробів.

## Види льєзону
1. Речовина, яку вводять у продукт з метою створення певної оболонки між продуктом і навколишнім середовищем. Суміш із сирих яєць, солі, молока, води, борошна або крохмалю, у якій змочують шматочки риби, м'яса, перед їхнім обсмажуванням для закріплення паніровки.
2. Також льєзон — це жовтки з молоком або вершками, які використовуються для заправки супів, білих соусів. Льєзон покращує смак і підвищує поживність супів та соусів, а також надає їм ніжнішу консистенцію. Нагрівати супи-пюре з льєзоном можна до температури не вище 65°С, щоб уникнути згортання яєць.